# District de Choma
Le district de Choma est un district de Zambie, situé dans la Province Méridionale. Sa capitale se situe à Choma. Selon le recensement zambien de 2000, le district a une population de 74 890 personnes.